# STYLY
STYLY（スタイリー）は、株式会社Psychic VR Labが開発・運営するVR/AR/MRクリエイティブプラットフォームである。
Webブラウザ、モバイルアプリのほか、Oculus Quest,HTC VIVE等のバーチャル・リアリティヘッドセットを使用してアクセスすることができる。

## 概要
VR/AR/MRコンテンツを制作・閲覧できるクリエイティブプラットフォーム。
制作ツールと閲覧ツール（STYLY Studio、STYLY Gallery）があり、ともに無料で利用できる。

### STYLY Studio
STYLY上のコンテンツ制作ツール。
プログラミングスキル等を要さず、WebブラウザのみでもVR/AR/MRシーンを制作できることが特徴である。
各ユーザーが3Dモデルや画像をアップロードし、シーン内に配置できるほか、STYLY上に用意されているデータを使用することもできる。
Unity、MAYA、Blenderなどの3Dソフトと連携しており、各ソフトで制作したデータを流用することも可能。
また、YouTubeなどの動画・音声共有サービスにアップロードされているデータも制作に利用できる。
制作したシーンは後述のSTYLY Gallery上にアップロードし、配信することができる。

### STYLY Gallery
STYLY上のコンテンツ閲覧ツール。
STYLY Studioで制作したシーンを、Webブラウザ、モバイルアプリ、及びバーチャル・リアリティヘッドセットで閲覧・体験できる。
モバイルアプリ版では、STYLYマーカーと呼ばれる二次元コードが利用可能。
マーカーを読み込むことで、そのマーカーに対応したARシーンを再生することができる。

## 歴史

### 2016年
5月
- 株式会社Psychic VR Lab設立[4]

### 2017年
8月
- STYLYのパブリックベータ版をリリース。[5]

### 2018年
3月
- STYLY Galleryをリリース。[6]

10月
- VR Editorをリリース。[7]

### 2019年
9月
- アップデートを実施。[8]

11月
- STYLY ARアプリがGoogle Play/AppStoreで配信開始。[9]

12月
- TVアニメ「ワンピース」20周年記念イベント開催に伴い「渋谷『ワノ国』計画」Reconstruction in VR」を公開[10]

### 2020年
11月
- 小田急電鉄・NTTドコモによる「XRシティ SHINJUKU」プロジェクト第1弾"XR Collection & Museum" のプラットフォームに採用[11]